# Zeppelinhaus

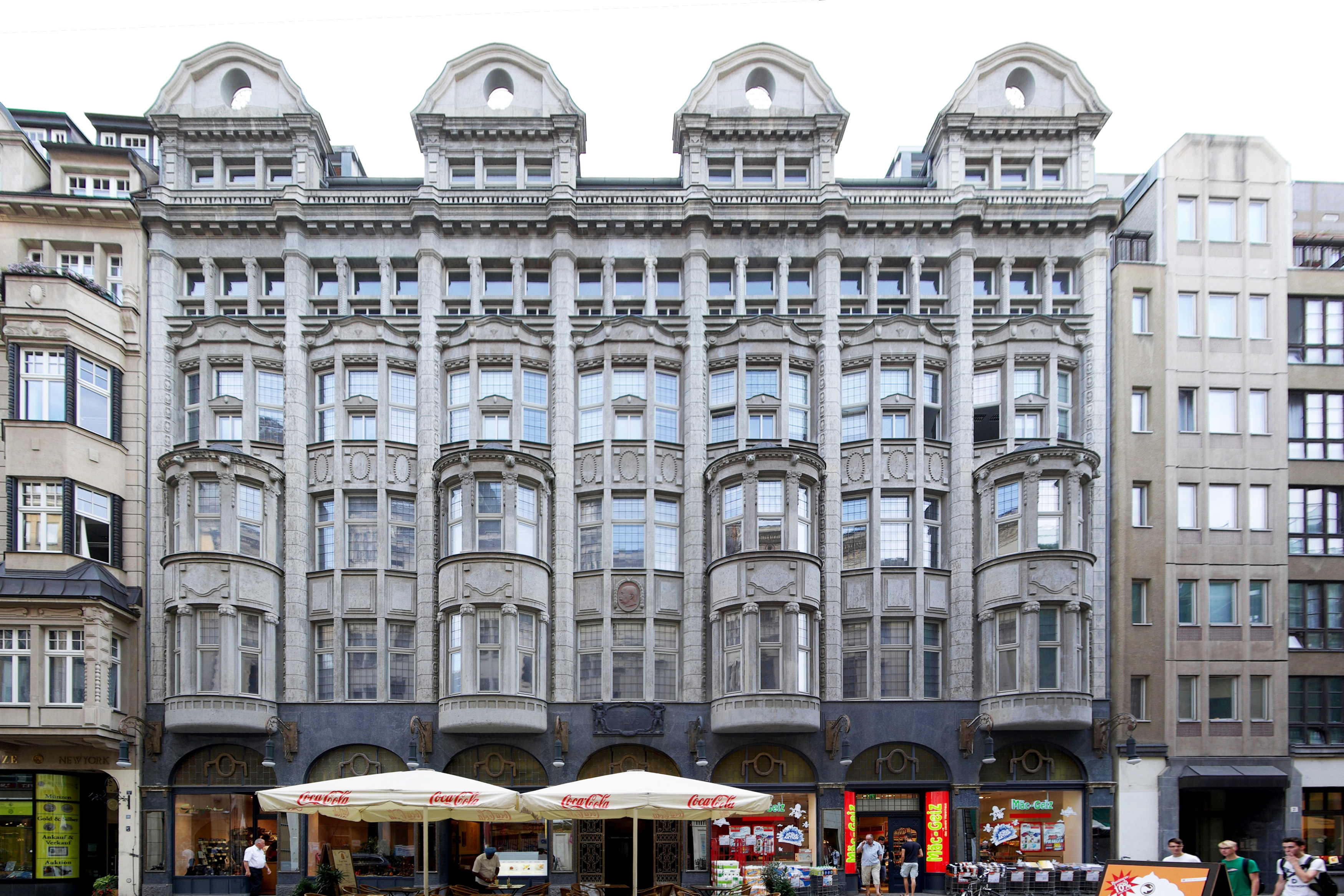
Das Zeppelinhaus (2012)

Das Zeppelinhaus in Leipzig ist ein Büro- und Geschäftshaus in der Nikolaistraße 27/29. Es steht unter Denkmalschutz.

## Geschichte

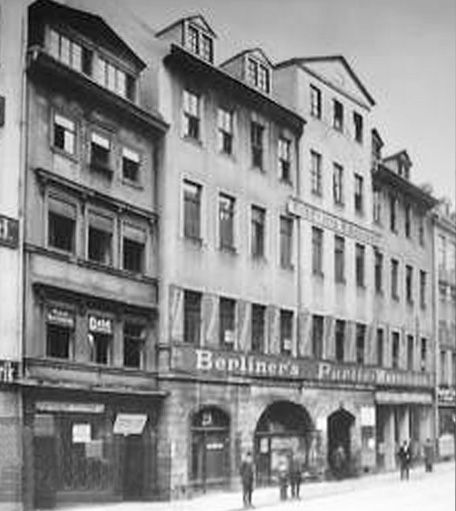
Vorgängerbauten vor dem Abriss (1910)

1908 kaufte der Leipziger Rauchwarenhändler Felix Reimann das Grundstück Nikolaistraße 29 und vereinte es 1910 mit dem Nachbargrundstück Nr. 27. Nr. 29 war ein altes Brauhausgrundstück. 1654 hatte es der Rat der Stadt gekauft und braute bis 1821 hier ein einfaches Bier, das Breuhahn hieß. Das Haus hatte deshalb den Namen des Raths Breuhahn-Brauhaus.
Reimann ließ die Gebäude abreißen und nach Plänen des Leipziger Architekten Gustav Pflaume 1911/12 ein Geschäftshaus errichten. Der Name nimmt Bezug auf Ferdinand von Zeppelin, den Begründer der Luftschifffahrt, die in diesen Jahren einen besonderen Aufschwung nahm. Das Adressbuch von 1914 führt für das Gebäude 19 Betriebe der Rauchwarenbranche auf.
Im Zweiten Weltkrieg wurde das Gebäude beschädigt. Nach 1990 wurde es grundlegend saniert.
Seit März 2019 beherbergt das Zeppelinhaus das Institut für Kommunikations- und Medienwissenschaft der Universität Leipzig.

## Architektur
Das Zeppelinhaus ist ein Vierflügelbau in geschlossener Bauweise mit Ausdehnungen von 27 Metern entlang der Straße und über 45 Metern in die Tiefe. Die vier Gebäudeteile umschließen einen glasgedeckten Hof von etwa 10 × 16 Metern. Das Gebäude ist fünf Geschosse hoch.

Details am Zeppelinhaus
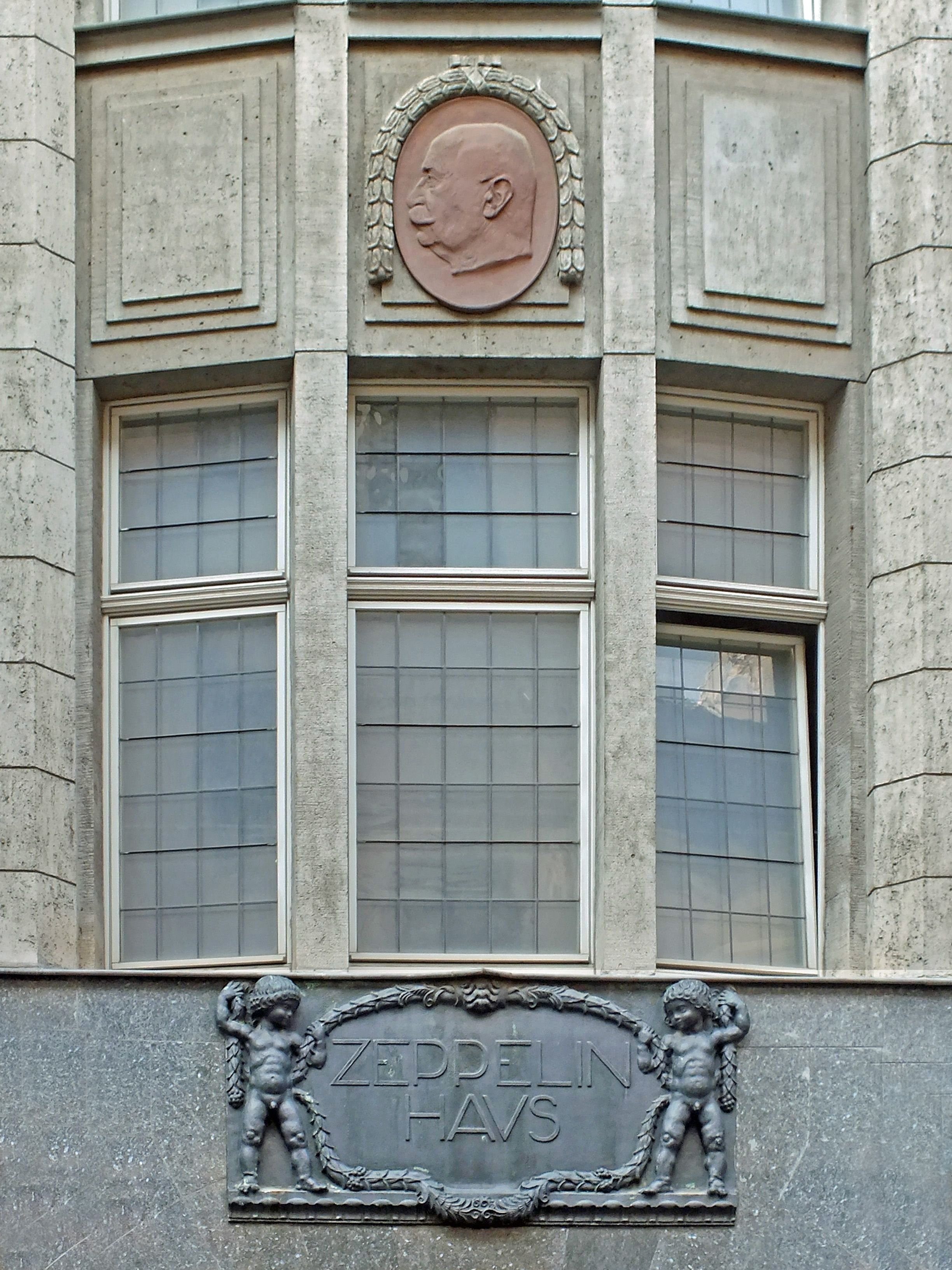
Zeppelin-Medaillon
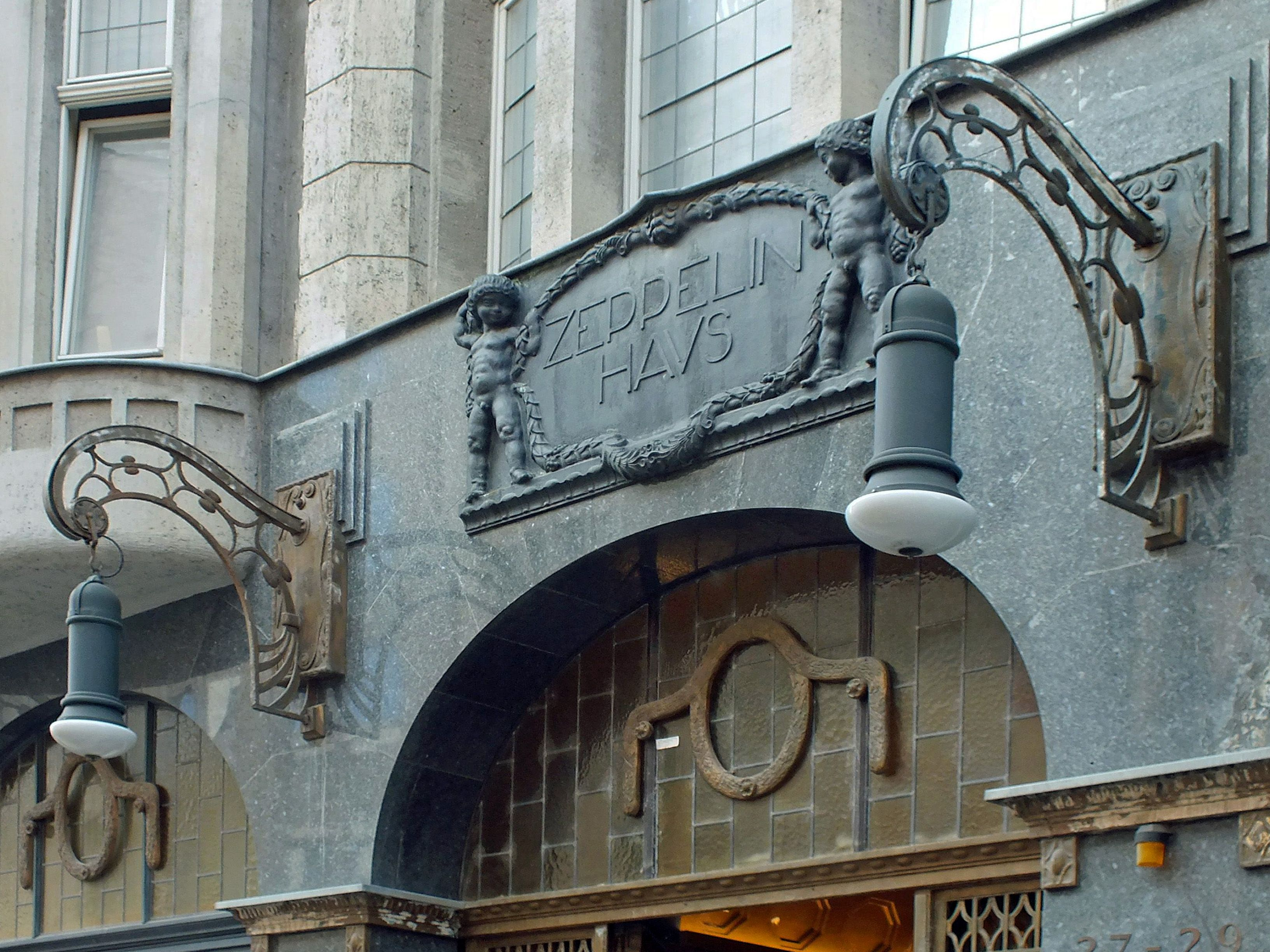
Jugendstill-Laternen
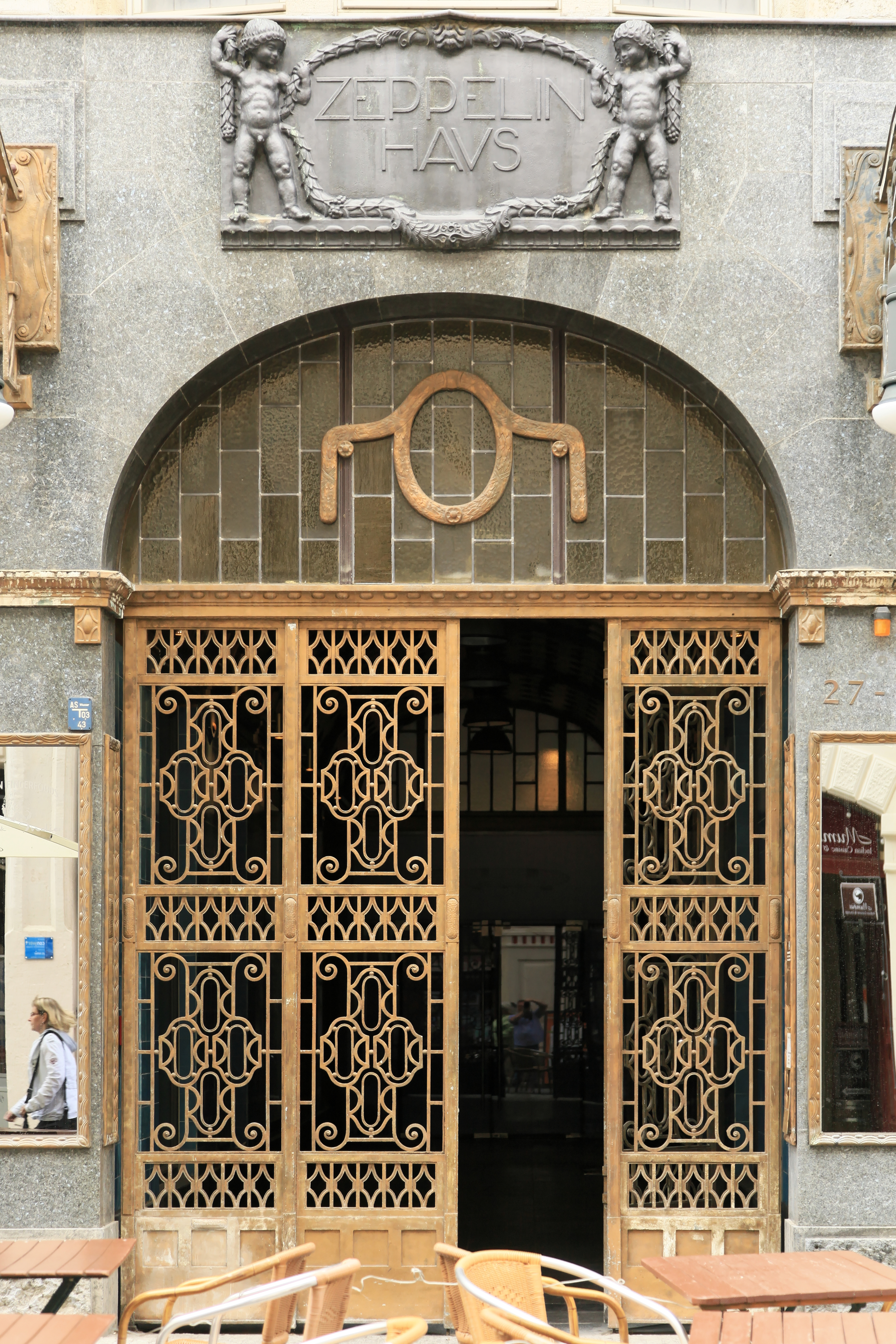
Gittertür
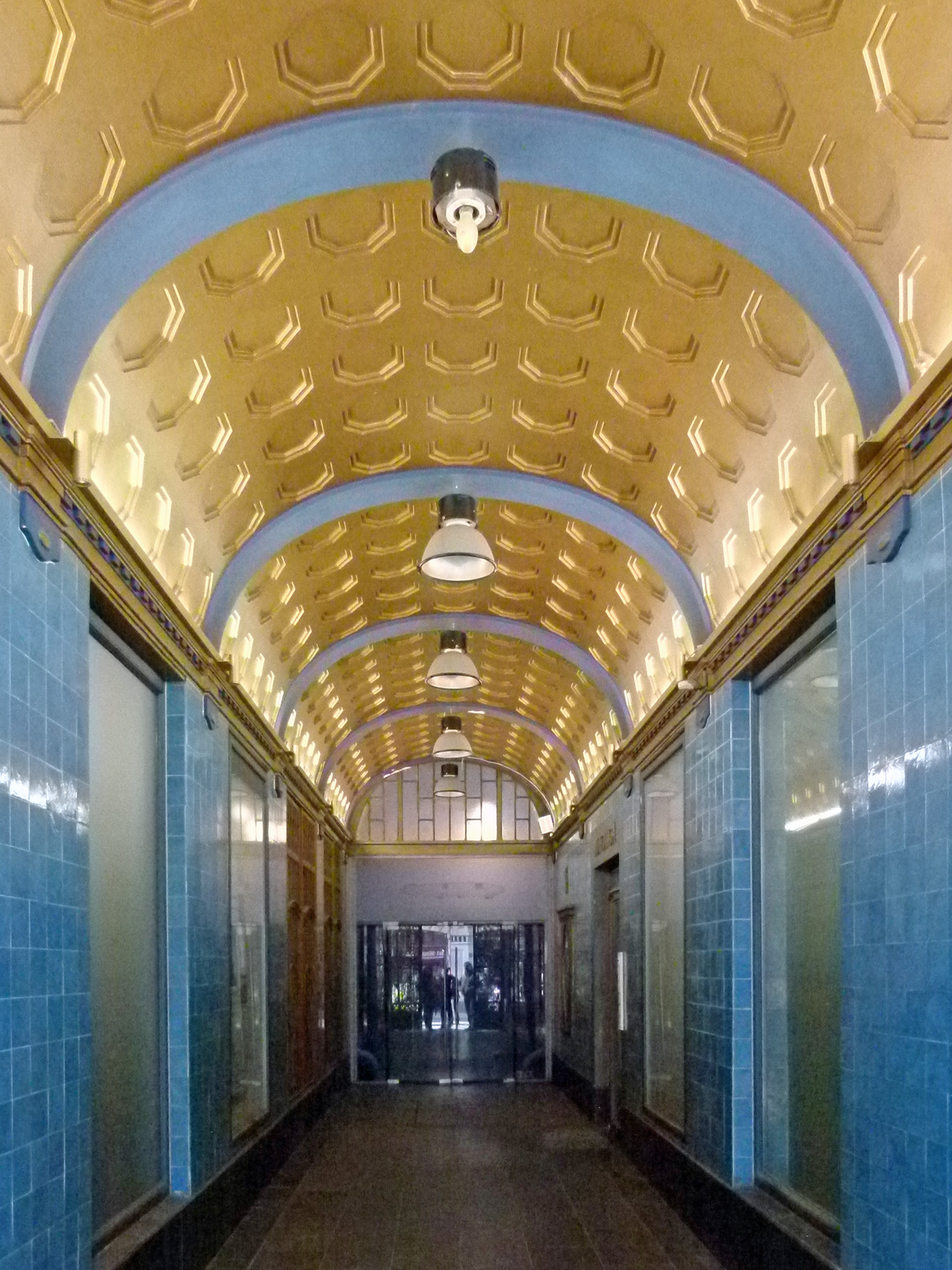
Durchgang zum Hof

Die Straßenfront ist in der mit Rundbögen versehenen Ladenzone im Erdgeschoss mit einem dunklen Naturstein verkleidet, die übrigen Geschosse tragen Kalkstein. Die Fassade ist durch acht wandständige Pfeiler in sieben Teile zu je drei Fensterachsen gegliedert. Vom ersten bis zum dritten Obergeschoss sind die Fenster polygonal ausgestellt mit einem wellenförmigen Dachabschluss. Im ersten und zweiten Obergeschoss treten sie abwechselnd in erkerartigen Halbkreisen hervor und zeigen unter dem Gesims Tierköpfe.
In den Erkerabschnitten trägt das Satteldach über dem kräftigen Hauptgesims vier Zwerchgiebel mit durchbrochenem Aufsatz und darüber noch vier Schleppgauben.
Den Mitteleingang mit Durchgang zum Hof schließt ein eisernes Schmuckgitter mit Messingimitation. Darüber halten zwei Putten das Namensschild des Hauses. Eine Etage höher ist ein Porträtmedaillon des Grafen Zeppelin angebracht, das vom Leipziger Bildhauer Hans Zeissig (1863–1944) geschaffen wurde.